# The Monsterican Dream
The Monsterican Dream (2004), es el segundo disco de Lordi
, teniendo un total de 13 canciones.
El álbum también fue lanzado como una edición limitada especial, la cual incluye un cortometraje de la banda, The Kin. La canción más importante del álbum es Blood Red Sandman, al igual que My Heaven Is Your Hell, de las cuales la banda hizo dos sencillos.

## Grabación
El álbum fue grabado entre los años 2003 y 2004 en los estudios Finnvox de Helsinki. El álbum fue producido y mezclado por Hiili Hiilesmaa, con el cual la banda se lleva bastante bien.

## Ventas
En términos de ventas el álbum fue una decepción. Los dos sencillos del álbum tampoco recogieron muchas ventas aunque la banda mantuviera el estilo pesado y oscuro en el álbum. Aunque tras la victoria de Lordi en Eurovisión en 2006, hizo que se disparasen las ventas del disco llegando a vender 15.000 copias tras dos años de su lanzamiento. Hoy en día el álbum ha vendido 33.000 copias y fue disco de platino.

## Música
El álbum The Monsterican Dream ha sido grabado con un estilo más oscuro y pesado. A algunas canciones se les añaden efectos especiales, mientras que en el disco anterior Get Heavy no se añadieron. En este álbum, todos los miembros de la banda participan en cada canción.

## Lista de canciones
| N.º | Título                                   | Letras           | Música                      | Duración |  |
| 1.  | «Threatical Trailer»                     | Mr Lordi         | Mr Lordi & Kita             | 1:09     |  |
| 2.  | «Bring It On (The Raging Hounds Return)» | Mr Lordi         | Mr Lordi                    | 4:35     |  |
| 3.  | «Blood Red Sandman»                      | Mr Lordi         | Mr Lordi                    | 4:03     |  |
| 4.  | «My Heaven Is Your Hell»                 | Mr Lordi         | Mr Lordi                    | 3:41     |  |
| 5.  | «Pet the Destroyer»                      | Mr Lordi & Kita  | Kita                        | 3:50     |  |
| 6.  | «The Children of the Night»              | Mr Lordi         | Mr Lordi                    | 3:44     |  |
| 7.  | «Wake the Snake»                         | Mr Lordi         | Mr Lordi                    | 3:46     |  |
| 8.  | «Shotgun Divorce»                        | Mr Lordi         | Mr Lordi                    | 4:42     |  |
| 9.  | «Forsaken Fashion Dolls»                 | Mr Lordi & Amen  | Mr Lordi & Amen             | 3:43     |  |
| 10. | «Haunted Town»                           | Mr Lordi & Kita  | Mr Lordi & Kita             | 3:13     |  |
| 11. | «Fire in the Hole»                       | Mr Lordi         | Mr Lordi                    | 3:27     |  |
| 12. | «Magistra Nocte»                         |                  | Mr Lordi                    | 1:33     |  |
| 13. | «Kalmageddon»                            | Mr Lordi & Kalma | Mr Lordi, Kalma & P.K. Hell | 4:33     |  |

### Bonus DVD de edición limitada
- The Kin -cortometraje (director Lauri Haukkamaa)
  - Making of The Kin -documental
  - Storyboard
  - Galería de fotos

## Sencillos
Del álbum se sacaron dos sencillos. El sencillo Blood Red Sadnman además cuenta con un videoclip.
- My Heaven Is Your Hell (31 de marzo de 2004) (#1)[2]
- Blood Red Sandman (30 de junio de 2004) (#17)

## Créditos
- Mr. Lordi - Vocalista
- Amen - Guitarrista
- Kita - Batería, coros y arreglos
- Kalma - Bajista
- Enary - Teclista

Michael "StarBuck" Majalahti pone la voz al final de la canción Kalmageddon

## Rendimiento

### Álbum
| Año  | Conteo             | Semana | Posición |
| ---- | ------------------ | ------ | -------- |
| 2004 | Finlandia (Top 50) | 17     | 4        |
| 2004 | Finlandia (Top 50) | 18     | 7        |
| 2004 | Finlandia (Top 50) | 19     | 7        |
| 2004 | Finlandia (Top 50) | 20     | 11       |
| 2004 | Finlandia (Top 50) | 21     | 17       |
| 2004 | Finlandia (Top 50) | 22     | 20       |
| 2004 | Finlandia (Top 50) | 23     | 35       |
| 2004 | Finlandia (Top 50) | 24     | 40       |

### Sencillos
| Año  | Sencillo            | Conteo    | Posición |
| ---- | ------------------- | --------- | -------- |
| 2004 | "Blood Red Sandman" | Finlandia | 17       |

| Año  | Sencillo                 | Conteo    | Posición |
| ---- | ------------------------ | --------- | -------- |
| 2004 | "My Heaven Is Your Hell" | Finlandia | 1        |

| Año  | Sencillo                    | Conteo    | Posición |
| ---- | --------------------------- | --------- | -------- |
| 2004 | "The Children Of The Night" | Finlandia | 6        |